# Трухново (Наговское сельское поселение)
Трухново — опустевшая деревня в Старорусском районе Новгородской области в составе Наговского сельского поселения.

## География
Находится в южной части Новгородской области на расстоянии приблизительно 16 км на запад-северо-запад по прямой от железнодорожного вокзала города Старая Русса.

## История
В 1908 году здесь (деревня Старорусского уезда Новгородской губернии) было учтено 5 дворов.

## Население
Численность населения: 22 человека (1908 год), 0 как в 2002 году, так и в 2010.